# Gonzalo López Marañon
Gonzalo López Marañon OCD (ur. 3 października 1933 w Medina de Pomar, zm. 7 maja 2016) – hiszpański duchowny katolicki posługujący w Ekwadorze, wikariusz apostolski San Miguel de Sucumbíos 1984-2010.

## Życiorys
Święcenia kapłańskie otrzymał 6 kwietnia 1957.
26 czerwca 1970 objął obowiązki prefekta apostolskiego San Miguel de Sucumbíos.
2 czerwca 1984 papież Jan Paweł II mianował go wikariuszem apostolskim San Miguel de Sucumbíos ze stolicą tytularną Seleuciana. 8 grudnia tego samego roku z rąk arcybiskupa Luisa Luna Tobary przyjął sakrę biskupią. 30 października 2010 ze względu na wiek na ręce papieża Benedykta XVI złożył rezygnację z zajmowanej funkcji.
Zmarł 7 maja 2016.